# Sooke
Sooke è una municipalità distrettuale del Canada, situata in Columbia Britannica, nel distretto regionale della Capitale.